# Pterhemia monogramma
Pterhemia monogramma là một loài bướm đêm trong họ Erebidae.